# Liste der Brücken über den Chirel
Die Liste der Brücken über den Chirel enthält die Chirel-Brücken von der Quelle bei einem Schiessplatz in der Hintersten Chirel bis zur Mündung bei Oey-Diemtigen in die Simme.

## Brückenliste
29 Übergänge überspannen den Fluss: 21 Strassen- und Feldwegbrücken, sechs Fussgängerbrücken, ein Wehrsteg und eine Eisenbahnbrücke.
| Bild | Name                                 | Ort       | Lage | Funktion                         | Konstruktion                   | Material | Länge in m | Höhe m ü. M. | Bemerkungen |
| ---- | ------------------------------------ | --------- | ---- | -------------------------------- | ------------------------------ | -------- | ---------- | ------------ | --- |
|      | Übergang auf dem Schiessplatz Chirel | Horboden  |      | Feldwegübergang                  | Bachdurchlass                  | Beton    | 4          | 1513         | Allgemeines Fahrverbot Hinweistafel: Achtung Blindgänger, nie berühren! |
|      | Schiessplatz Chirel-Steg             | Horboden  |      | Fussgängerbrücke                 | Balkenbrücke                   | Holz     | 11         | 1510         | |
|      | Brücke beim Hinterste Chirel         | Horboden  |      | Strassenbrücke (zweispurig)      | Bogenbrücke                    | Stein    | 9          | 1509         | |
|      | Übergang beim Hinterste Chirel       | Horboden  |      | Strassenübergang (zweispurig)    | Bachdurchlass                  | Beton    | 4          | 1484         | Höchstgeschwindigkeit 80 km/h |
|      | Übergang beim Hinterste Chirel       | Horboden  |      | Strassenübergang (zweispurig)    | Bachdurchlass                  | Beton    | 4          | 1464         | Höchstgeschwindigkeit 80 km/h |
|      | Steg beim Hinterste Chirel           | Horboden  |      | Fussgängerbrücke                 | Balkenbrücke                   | Holz     | 8          | 1457         | |
|      | Brücke unterhalb Hinterste Chirel    | Horboden  |      | Strassenbrücke (zweispurig)      | Balkenbrücke                   | Beton    | 6          | 1445         | Höchstgeschwindigkeit 80 km/h |
|      | Steg bei Erbs Chirel                 | Horboden  |      | Fussgängerbrücke                 | Balkenbrücke                   | Holz     | 12         | 1391         | |
|      | Brücke nach Erbs Chirel              | Horboden  |      | Strassenbrücke (zweispurig)      | Balkenbrücke                   | Beton    | 11         | 1369         | Steinschlag Vorsicht Tiere (Kühe) Höchstgeschwindigkeit 40 km/h |
|      | Brücke oberhalb Vorderste Chirel     | Horboden  |      | Strassenbrücke (zweispurig)      | Balkenbrücke                   | Beton    | 9          | 1259         | Höchstgeschwindigkeit 40 km/h |
|      | Vorderste Chirel-Brücke              | Horboden  |      | Strassenbrücke (zweispurig)      | Balkenbrücke                   | Beton    | 5          | 1235         | |
|      | Brücke unterhalb Chärseli            | Horboden  |      | Strassenbrücke (zweispurig)      | Balkenbrücke                   | Beton    | 14         | 1204         | Höchstgeschwindigkeit 80 km/h |
|      | Brücke bei Bäreflüe                  | Horboden  |      | Feldwegbrücke                    | Balkenbrücke                   | Stahl    | 14         | 1175         | |
|      | Brücke bei Schwand                   | Horboden  |      | Feldwegbrücke                    | Balkenbrücke                   | Stahl    | 11         | 1159         | Allgemeines Fahrverbot Parkieren verboten Stahlschranke mit Hinweistafel: Privat, Zutritt nicht gestattet |
|      | Stierenbrücke (Kirelstrasse)         | Horboden  |      | Strassenbrücke (zweispurig)      | Balkenbrücke                   | Beton    | 11         | 1110         | Höchstgeschwindigkeit 80 km/h Wanderweg Die hydrologische Messstation A098 des Amts für Wasser und Abfall des Kantons Bern befindet sich bei der Brücke. |
|      | Wasserkraftwerk Erlenbach-Steg       | Horboden  |      | Wehrsteg                         | Balkenbrücke                   | Stahl    | 12         | 1077         | Hinweistafel beim abschliessbarem Stahltor: Betreten der Anlage verboten! Das Areal ist videoüberwacht. Ein Wasserstollen speist den Ägelsee, der als Ausgleichsbecken für das Wasserkraftwerk Erlenbach dient. |
|      | Kirelstrasse-Brücke                  | Horboden  |      | Strassenbrücke (zweispurig)      | Balkenbrücke                   | Beton    | 17         | 1053         | Höchstgeschwindigkeit 80 km/h Wanderweg |
|      | Riedern-Brücke                       | Horboden  |      | Feldwegbrücke                    | Balkenbrücke                   | Holz     | 13         | 1036         | Eine Stahlschranke bei der privaten Brücke verhindert die Zufahrt zum Gebäude Riedern 88. |
|      | Kirelstrasse-Brücke                  | Horboden  |      | Strassenbrücke (zweispurig)      | Balkenbrücke                   | Beton    | 18         | 1000         | Höchstgeschwindigkeit 80 km/h Wanderweg Nordwestlich befindet sich die Trockenwiese von nationaler Bedeutung Underberg. |
|      | Kirelstrasse-Brücke                  | Horboden  |      | Strassenbrücke (zweispurig)      | Balkenbrücke                   | Beton    | 17         | 979          | Höchstgeschwindigkeit 80 km/h Wanderweg |
|      | Kirelstrasse-Brücke                  | Horboden  |      | Strassenbrücke (zweispurig)      | Balkenbrücke                   | Beton    | 16         | 878          | Höchstgeschwindigkeit 80 km/h Wanderweg |
|      | Wanderwegbrücke Horboden             | Horboden  |      | Fussgängerbrücke                 | Gedeckte Brücke Fachwerkbrücke | Holz     | 23         | 839          | Nach dem Hochwasser 2005 wurde die Brücke 2009 neu erstellt. Wanderland-Route 320 Diemtigtaler Talwanderweg (Oey-Diemtigen – Grimmialp) |
|      | Horbodenbrücke (Kantonsstrasse)      | Horboden  |      | Strassenbrücke (zweispurig) 1117 | Balkenbrücke Trogbrücke        | Beton    | 34         | 813          | Die Brücke wurde 2008 erstellt. Die Bushaltestelle Horboden, Chirel befindet sich bei der Brücke. PostAuto-Buslinie 250 Diemtigtal-Linie (Oey-Diemtigen – Diemtigen – Grimmialp) |
|      | Horbodenbrücke (Emmit)               | Horboden  |      | Strassenbrücke (zweispurig)      | Balkenbrücke Trogbrücke        | Beton    | 22         | 806          | Die Brücke wurde 2017/18 erstellt. Sie ersetzte eine Plattenbrücke von 1945, die beim Hochwasser 2005 beschädigt worden ist. Steinschlag PostAuto-Buslinie 250 Diemtigtal-Linie (Oey-Diemtigen – Diemtigen – Grimmialp) Wanderland-Route 320 Diemtigtaler Talwanderweg (Oey-Diemtigen – Grimmialp)                        |
|      | Grund-Steg                           | Diemtigen |      | Fussgängerbrücke                 | Balkenbrücke                   | Stahl    | 23         | 755          | Wanderweg |
|      | Katzenlochbrücke (Schönbühl)         | Diemtigen |      | Strassenbrücke (zweispurig)      | Bogenbrücke                    | Beton    | 18         | 697          | Die Brücke wurde 1889 erstellt. PostAuto-Buslinie 250 Diemtigtal-Linie (Oey-Diemtigen – Diemtigen – Grimmialp) Wanderweg |
|      | Steg beim Wilerauwäldli              | Oey       |      | Fussgängerbrücke                 | Balkenbrücke                   | Holz     | 23         | 677          | Die Brücke wurde nach Hochwasser 2005 wiederaufgebaut. Wanderland-Route 320 Diemtigtaler Talwanderweg (Oey-Diemtigen – Grimmialp) |
|      | Wilerweg-Brücke                      | Oey       |      | Strassenbrücke (zweispurig)      | Balkenbrücke                   | Beton    | 16         | 673          | Die Brücke wurde 2009 erstellt. Veloland-Route 9 Seen-Route (Etappe 3 Gstaad – Spiez) |
|      | Simmentalbahn-Brücke                 | Oey       |      | Eisenbahnbrücke (eingleisig)     | Balkenbrücke                   | Stahl    | 15         | 671          | Nach dem Hochwasser 2005 wurde die Eisenbahnbrücke 0,5 m angehoben und mit einem Einstauschild versehen. Es soll den Durchfluss unter Druck ermöglichen und die Brücke vor Verklausungen schützen. Höchstgeschwindigkeit 60 km/h Bahnstrecke Spiez–Zweisimmen. Der Streckenabschnitt Spiez–Erlenbach wurde 1897 eröffnet. |